# Светец
 Тази статия е за почетната титла.  За обичая вижте Светец (обичай).  
Светица пренасочва насам.  За тракийската могила вижте Светица (могила).
Светец (ж.р. светица; от старобългарски svętъ, svętъjь; мн.ч. – святы́е) е личност, особено уважавана в различните религии за благочестието, праведността и посредничеството между Бога и хората. „Славата“ или ореолът около главата на светеца е символично свидетелство за способността му да отдава божествена почит. В християнската религия светецът е човек, считан за пример за изключителна святост. Съществува разлика в употребата в зависимост от различните християнски деноминации. Думата произхожда от гръцката дума „άγιος“ (а̀гиос), означаваща „свети“ или „светец“ в Новия завет, където е използвана, за да опише последователите на Исус Христос.
Съкращението за светец обикновено е „св.“ (чете се: свети/света), а в множествено число „св. св.“ (чете се: свети/те светии).
С развитието на християнството значението на думата се променя и по-често се използва за обозначение на определени личности, представляващи пример за подражание във вярата, които се възпоменават и почитат като вдъхновение за останалите християни.
Култът към светците е важна съставна част от източноправославната и католическата традиция. Протестантските общности по правило почти не възприемат почитането на светците.

## Видове светци
В християнската агиология светците се подразделят на няколко основни типа:
1. Апостоли  – става дума за учениците на Христос, както и ап. Павел, седемдесетте, които били ученици на техни ученици  като ученици, като св. ап. Тимотей. Понякога се прави разграничение в по-общ смисъл, че всички християнски мисионери до Първия събор са апостоли и се разграничават  „първите апостоли“ (учениците на Исус, 70-те и Савел/Павел) и „късните апостоли“.
2. Сред късните апостоли мнозина се отдават на утвърждаване на християнството и неговата популяризация – това са т.нар. равноапостоли – св. св. Кирил и Методий, св. цар Борис Покръстител, св. цар Константин I Велики и св. Елена. Често при равноапостолите има двама светци, които нерядко са близки роднини и Църквата допълнително изравнява тяхното значение. Кирил и Методий (братя), Константин и Елена (син и майка).
3. Мъченици – светци, пострадали заради вярата си. Тук се отнасят и т.нар. великомъченици, например св. Георги Победоносец. Св. Стефан е определян като първомъченик, тъй като пръв е пострадал заради вярата си. За великомъченици са определяни и хора, които са имали велики мъки, т.е. повече са ги мъчили от обичайното. Малко е трудно да се направи класация кой е само мъченик и кой е великомъченик. Мъчениците най-общо се се делят на преподобно мъченици, свещеномъченици и великомъченици. Преподобно мъчениците са били монаси, свещеномъчениците – свещеници, а великомъчениците са получили откровение от Исус или някой от ангелите.
4. Преподобни – светци, отличили се с монашеския си подвиг – св. Антоний Велики, св. Иван Рилски.
5. Светители – допринесли за развитието и утвърждаването на църковното учение.
6. Отци на Църквата – или Учители на Църквата са участниците във Вселенските събори, застъпили православното учение, като например св. Николай Мирликийски, св. Кирил Александрийски, а също и утвърдени християнски теолози или религиозни автори, допринесли изключително много за утвърждаването и разпространението на християнската вяра, като младата католическа монахиня св. Тереза от Лизио.
7. Праведни – отличили се с добродетелния си живот. Тук спадат и някои библейски персонажи като св. св. Йоаким и Ана – родителите на Богородица.
8. Блажени – по-особена група. В източноправославната агиология тук са причислени заслужили хора, които не са причислени към светците в строгия смисъл на думата, например бл. Августин (според римокатолическата агиология – св. Августин). В римокатолическата традиция блажени се наричат тези личности, при които е започнал процес за канонизация, но все още не са канонизирани официално.
Съществуват комбинации между горните категории – например преподобномъченик, свещеномъченик и подобни. Това става в случаите, когато даденият светец отговаря на изискванията на повече от една от изброените категории. Често се срещат и думите „благоверен“, „безсребреник“, „чудотворец“, но те са по-скоро за уточнение.

## Отношение
| „                                                                                           | Обичаме светците да бъдат бляскави, да имат видения, да творят чудеса. Проблемът най-вероятно не се корени в… светците, а в нашите очаквания към тях. Ние живеем в общество, вторачено в успеха, концентрирано върху богатството, властта и признанието. Независимо дали искаме това или не, мнозина от нас започват да прилагат същите стандарти и към светците. Не е достатъчно те да бъдат свети, добре би било да са оставили след себе си велики мисионерски ордени, да са обърнали към християнството много хора, да са имали пророчески видения или да са приели мъченическа кончина. Обяснението вероятно се крие в това, че ние се чувстваме по-удобно, когато обърщаме внимание на въшните белези, и по-неуверени, когато трябва да открием вътрешните. Но е ясно, че не може да има друга мярка, с която да измерим светеца, освен неговия вътрешен живот в Бог. Нищо не е толкова маловажно при определянето на светеца, както неговите външни постижения. | “ |
| из предговора към „Молитви и размишления на св. Тереза от Лизио“, изд. „Комунитас“, 2012 г. | |   |